# Wohnhaus Große Stavenstraße 21

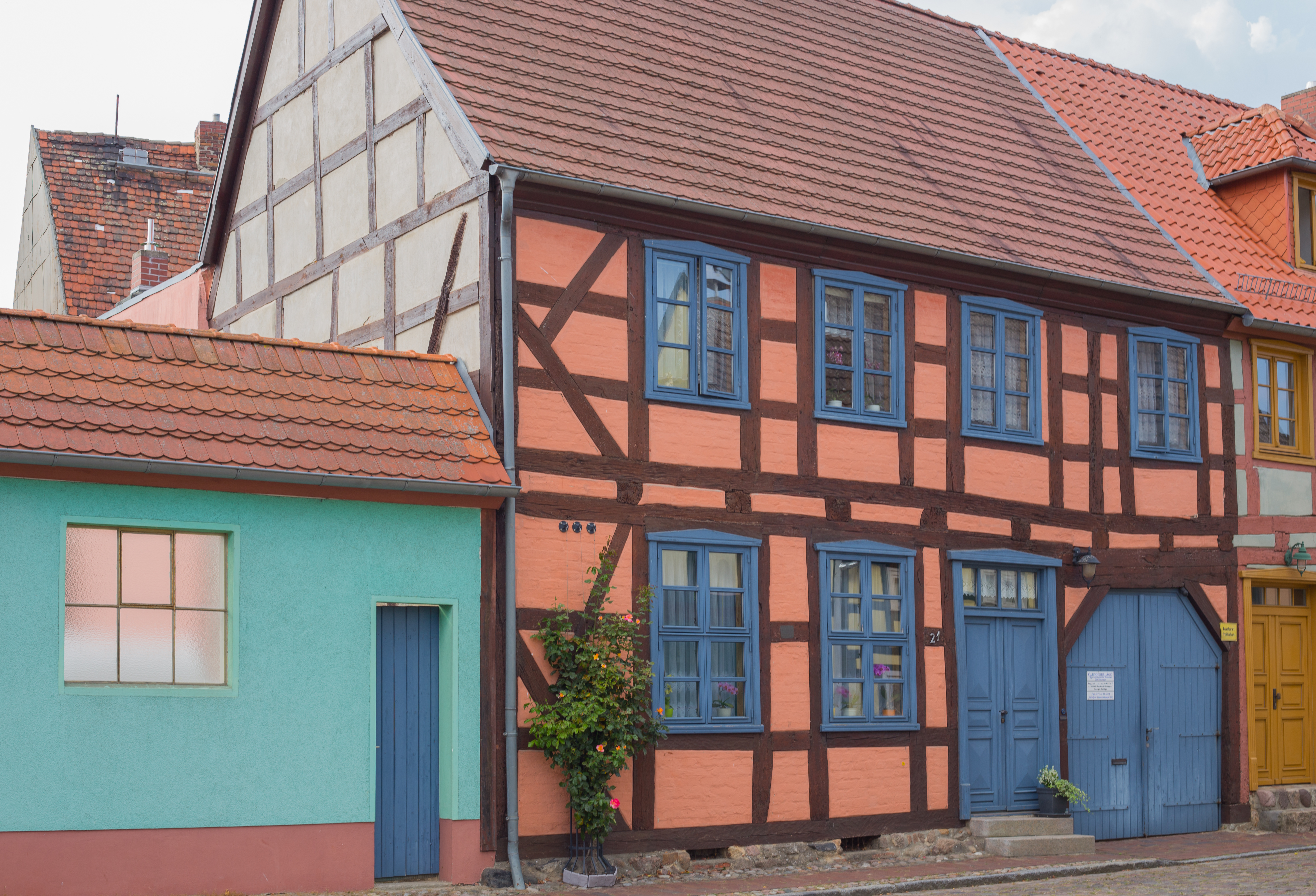
Das Fachwerkhaus Große Stavenstraße 21 im Jahr 2024.

Das Wohnhaus Große Stavenstraße 21 in Röbel/Müritz stammt aus dem Ende des 19. Jahrhunderts.
Das Gebäude steht unter Denkmalschutz.

## Geschichte
Die Kleinstadt Röbel hat 4998 Einwohner (2019). Der langgestreckte Ort hat bemerkenswert viele erhaltene zumeist zweigeschossige Fachwerkhäuser und auffällig viele, durch denkmalpflegerischen Befund festgestellte, farbige Fassaden. Die Häuser aus dem 19. Jahrhundert waren 1991 zumeist noch verputzt und bei der Sanierung wurden die Fachwerke wieder freigelegt.
Das zweigeschossige Fachwerkhaus mit einem breiten Durchfahrtstor ist ein typisches Beispiel der Fachwerkhäuser der früheren Ackerbürger von Röbel.

Das Haus wurde im Rahmen der Städtebauförderung bis Herbst 1995 saniert und erhielt dabei die Farben rotbraun für die Balken, blaugrün für Fenster, Tor und Tür und cremeweiß für die verschlemmten Ausfachungen. 1999 wurde die Bauherrin von der Stadt mit einer Plakette für die gelungene Sanierung ausgezeichnet.